# 小山元一
小山 元一（こやま もとかず、1899年（明治32年）4月8日 - 1973年（昭和48年）12月22日）は、日本の政治家。三郷村会議員、三郷村長（2期）、高田市議会議員（2期）、高田市長（2期）、上越市長（1期）。

## 経歴
新潟県中頸城郡三郷村（高田市を経て、現在の上越市）出身。1927年明治大学政経学科卒。1934年三郷村会議員となり、1947年まで務め、同年4月三郷村長に就任した。
三郷村長は高田市に合併されるまでの1955年まで務め、同年5月に高田市議会議員に当選し、2期務めた。1963年高田市長選挙に立候補して当選、2期務めた。在職中、高田市は隣接の直江津市との合併が成立し、1971年に上越市が発足し、初代市長に就任した。この間、新潟県市長会副会長などを歴任した。
市長就任後は教育大学の誘致や市役所新庁舎建設に力を入れたが、就任から2年後の1973年12月に現職のまま死去。市役所新庁舎の完成や上越教育大学の開校は小山の死後に実現した。